# 池田長信
池田 長信（いけだ ながのぶ）は、江戸時代前期の旗本。通称は左兵衛、修理。

## 略歴
元和8年（1622年）、備中国松山藩主・池田長幸の三男として誕生。
寛永17年（1640年）、小姓組番士となる。後、書院番に移る。寛永19年（1642年）、備中後月郡のうち井原村・片塚村・宇戸川村・梶江村の4か村において1000石を与えられ、旗本となり、井原に陣屋を構えた。慶安元年（1648年）、書院番の組頭となった。
明暦2年（1656年）、35歳で死去。跡を長男・友政が継いだ。

## 系譜
- 父：池田長幸（1587-1632）
- 母：不詳
- 室：朝比奈氏
  - 長男：池田友政（1650-1704）
  - 三男：分部信政（1653-1715） - 分部嘉高の養子
- 室：安藤氏
  - 次男：池田利重（1650-1695）